# Hynek Žlebský z Lichtenburka
Hynek Žlebský z Lichtenburka (asi mezi roky 1305 a 1310 – 2. listopadu 1351) byl český šlechtic ze žlebské větve rodu Lichtenburků.
Narodil se jako jediný syn Václava Žlebského z Lichtenburka a jeho manželky Anežky asi mezi roky 1305 a 1310. Když mu mezi lety 1312 a 1314 jeho otec zemřel, nebyl ještě zletilý. Správy rodových statků se proto ujala jeho babička Matylda ze Žleb. Jednalo se o území v Dolním Poohří s hradem Klapým (dnešní Hazmburk), žlebské panství s hradem Žleby a hrad Ronovec s městečkem Bělou. Matylda zemřela roku 1327 a Hynek se tak stal jediným vládcem svého panství. Své statky v Dolním Poohří s hradem Klapým a hrad Ronovec s přilehlým panstvím s králem Janem Lucemburským zřejmě směnil za hrad Poděbrady a výnosné panství, které k němu náleželo. Toto dominium získal v roce 1345. Následně se zařadil do úzkého kruhu důvěrníku krále Karla IV. Protože Hynek roku 1351 zemřel bezdětný, jeho poděbradské dominium zdědil jeho zeť Boček z Kunštátu a Poděbrad.

## Život

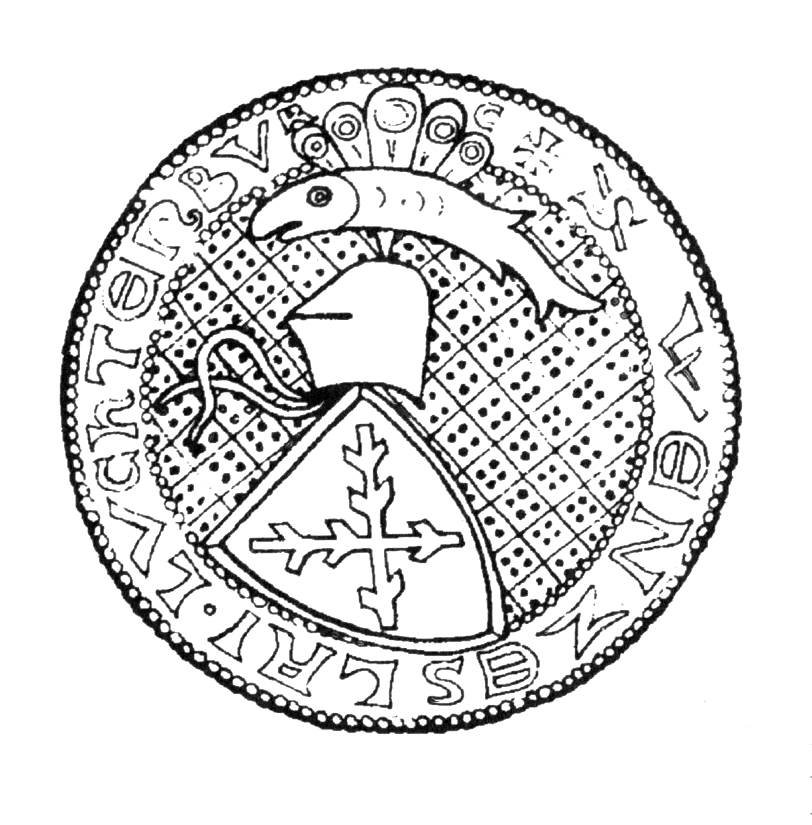
Pečeť Hynkova otce Václava Žlebského z Lichtenburka

Hynek Žlebský z Lichtenburka se narodil asi mezi roky 1305 a 1310 jako jediný syn z manželství Václava Žlebského z Lichtenburka a jeho manželky Anežky. Když mu jeho otec mezi lety 1312 a 1314 zemřel, byl ještě dítě. Správy rodových statků se proto ujala jeho babička Matylda ze Žleb, jež vystupovala jako velmi energická žena. Po otci Hynek zdědil území v Dolním Poohří s hradem Klapým (dnešní Hazmburk) a žlebské panství s hradem Žleby. Dědictví Hynkovi zanechal ale také jeho strýc Čeněk Žlebský z Ronovce, které sestávalo z hradu Ronovce a městečka Bělé. Hynek Žlebský se tak stal patrně nejmajetnějším Lichtenburkem. Od roku 1327, kdy Matylda zemřela, Hynek působil jako samostatný vládce svého panství. Matylda Hynkovi dědictví dokázala udržet v původním rozsahu.
Hynek po smrti své babičky Matyldy začal usilovat o získání královského hradu Poděbrady s bohatým a významným panstvím, které k němu náleželo. Součástí této snahy bylo podle Jana Urbana zřejmě předání hradu Klapého a Ronovce s panstvími, které k nim patřily, do královského vlastnictví. V případě hradu Klapého se však August Sedláček a Dobroslava Menclová domnívali, že do královského vlastnictví přešel už za života Hynkova otce Václava před rokem 1314, jakkoli toto tvrzení v pramenech nemá žádnou oporu. Jednoznačně není doloženo ani předání hradu Ronovce. Svoje snahy Hynek završil roku 1345, kdy mu král Jan Lucemburský hrad Poděbrady s přilehlým panstvím udělil do „ušlechtilého manství“, což posílilo Hynkovu mocenské i hospodářské postavení. Svojí pozici Hynek upevnil sňatkem s Anežkou, dcerou významného velmože Viléma z Landštejna. S tímto sňatkem souvisí historka o tom, jak se Hynek po svatbě dozvěděl o určitém stupni příbuzenství se svou manželkou a naléhal proto na papežskou kurii tak dlouho, dokud ke svatbě nevydala dodatkový dispens.

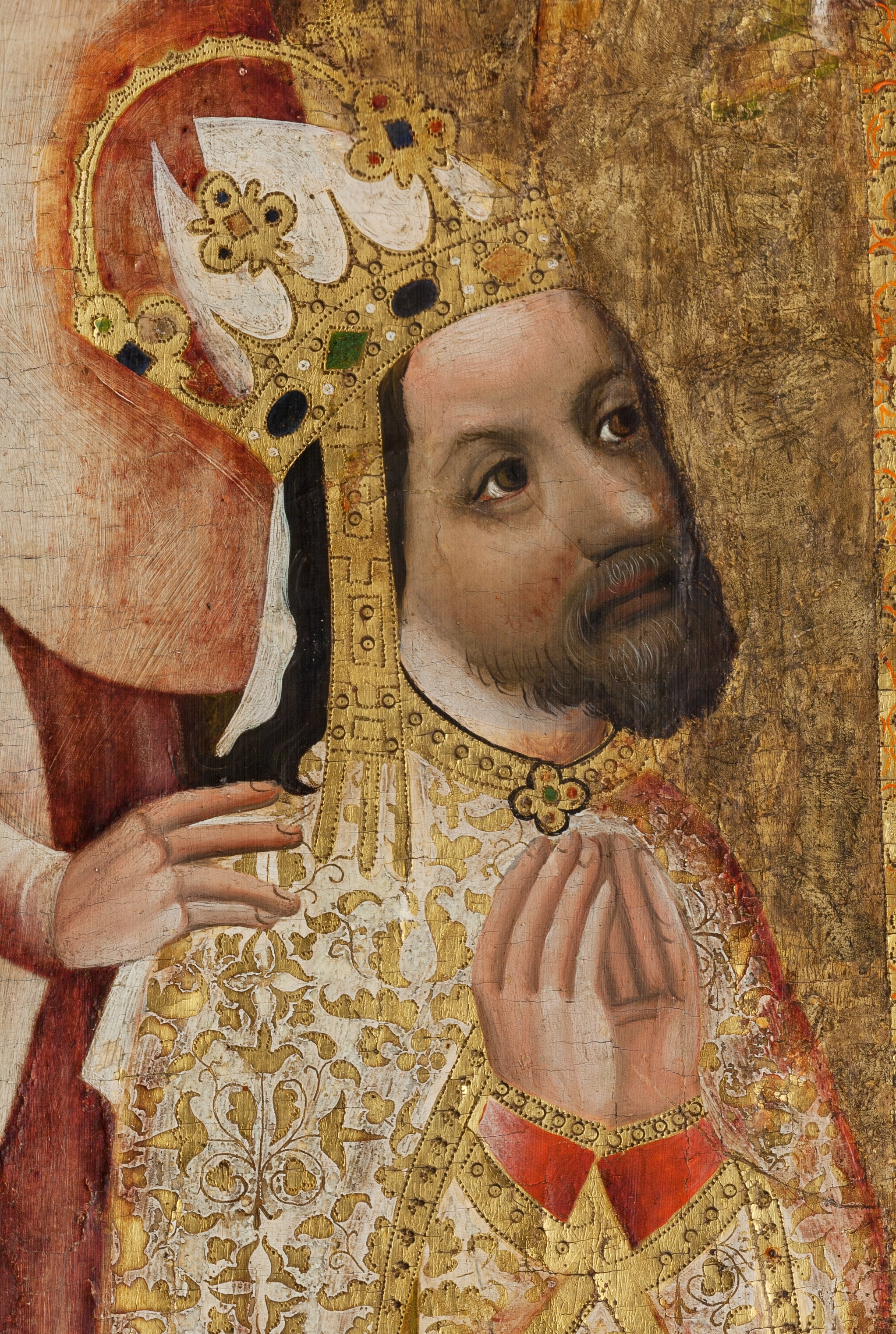
Podobizna Karla IV. na Votivním obrazu Jana Očka z Vlašimi

V roce 1337 Hynek zasedal u zemském soudu. V únoru 1345 svědčil při rozdělení rodového majetku mezi syny Jindřicha z Lipé. Na vrcholu své politické kariéry Hynek stanul v druhé polovině v 40. let, kdy se zařadil do úzkého kruhu důvěrníků kolem moravského markraběte a pozdějšího českého krále Karla IV. V září 1347 se Hynek zúčastnil Karlovy korunovace, v září a říjnu 1348 českého krále zase doprovázel při tažení do Braniborska. Roku 1349 se Hynek stal jedním z nejčastějších svědků královských listin. Dne 2. listopadu 1351 však ve věku kolem 45 let zemřel. Protože po sobě nezanechal žádného mužského potomka, poděbradské panství po něm zdědil jeho zeť, manžel jeho dcery Elišky, Boček z Kunštátu a Poděbrad. Žlebské panství měla do konce svého života užívat vdova po Hynkovi Anežka z Landštejna, po jejíž smrti panství formou prodeje spadlo na císaře Karla.

## Majetek

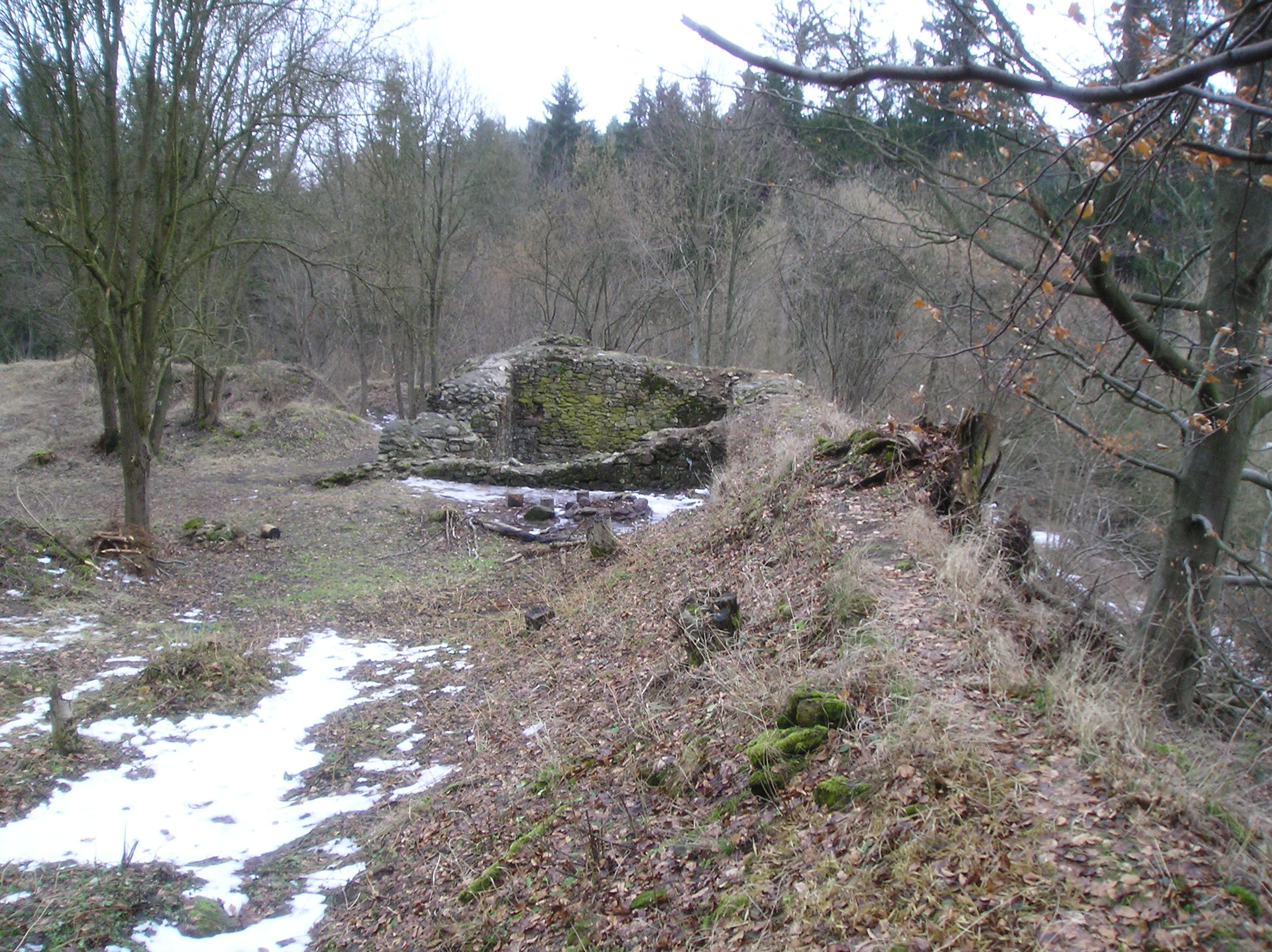
Zřícenina hradu Ronovce

Hynek vlastnil některé majetky v Dolním Poohří. Nejednalo se však o souvislé panství, a není proto jisté co všechno mu zde patřilo. Tato oblast byla zřejmě poměrně lukrativní, protože byla velmi vhodná pro zemědělství a procházelo tudy několik obchodních stezek. Lichtenburkové zde možná vlastnil hrad Klapý (dnešní Hazmburk). Hospodářským centrem dominia v Dolním Poohří byly zřejmě Libochovice. Hlavním Hynkovým hradem byly Žleby, ke kterým patřila Uhelná Příbram, vesnice Žleby, Zehuby, jež Hynek s babičkou Matyldou skoupil v roce 1327, dále Skovice, Markovice, Biskupice, Zaříčany a Tři Dvory. Hynek dále vlastnil městečko Bělou a hrad Ronovec, ke kterému patřila Dolní Krupá, Čachotín, Horní Krupá, Rozsochatec, Cibotín a Kojetín, u kterého se patrně naházely štoly na dolování stříbra.
Hynek své statky v Dolním Poohří s hradem Klapým a hrad Ronovec s přilehlým panstvím s králem Janem Lucemburským směnil za hrad Poděbrady a výnosné panství, které k němu náleželo. Pod něj spadalo městečko Poděbrady a vesnice Štolmíř, Dobřichov, Pečky, Chrást, Velenka, Sadská, Hradištko, Písty, Zvěřínek, Zdebudice, Polabec, Kluk, Sokoleč, Osek, Zboží, Kouty, Choťánky, Pátek, Křečkov, Větrostráže a dvory Babín a Nový Dvůr. Toto dominium Hynek získal v roce 1345. Jednalo se o velmi lidnatou, rozsáhlou a lukrativní oblast.

## Pečetě
Hynkovy pečetě se dochovaly z roku 1327, 1329 a 1345. Pečeť z roku 1327 byla okrouhlá s průměrem 29 milimetrů. Zachovala se ve velmi otřelém stavu. Na listiny se věšela pergamenovým proužkem. V poli se nacházel gotický štít skloněný vpravo, v němž byly zkřížené ostrve a jenž měl kbelcový helm. V klenotu se nacházela ryba. Pole zdobil rostlinný dekor oddělený provazcem. Na pečeti gotickou majuskulou stál opis +.S.h.InCOnE.SLEWEIn. Vnější okraj pečeti byl linkovaný. Další Hynkova pečeť z roku 1329 byla okrouhlá s průměrem 26 milimetrů vyrobená z přírodního vosku a na listiny se rovněž věšela pergamenovým proužkem. V poli měla hrncový helm s přikryvadly z profilu, v jehož klenotu byla kyta přeložená rybou. Po stranách pečeť zdobil rostlinný dekor. Pole oddělovala linka. Stál na ní opis + S. hInCOnIS.DE.LVChTENBVRCh. Poslední zachovalá Hynkova pečeť z roku 1345 byl také okrouhlá a přivěšená pergamenovým proužkem. V poli měla gotický štít skloněný vpravo a helm s přikryvadly. V klenotu se nacházela vysoká kyta přeložená rybou. V poli byly podle Augusta Sedláčka sepjaté ruce a písmeno C. Stál na ní opis +S HINCOnIS D ZLEBEn, jež byl oddělen linkou.

## Potomci
1. manželství ∞ Anežka z Landštejna
- Markéta z Lichtenburka († okolo 1367) ∞ Henslin z Třemšína
- Eliška z Lichtenburka ∞ Boček z Kunštátu a Poděbrad
- Anežka z Lichtenburka, slezská kněžna ∞ Mikuláš Malý Minstrberský (?)[16]